# Microsoft PixelSense

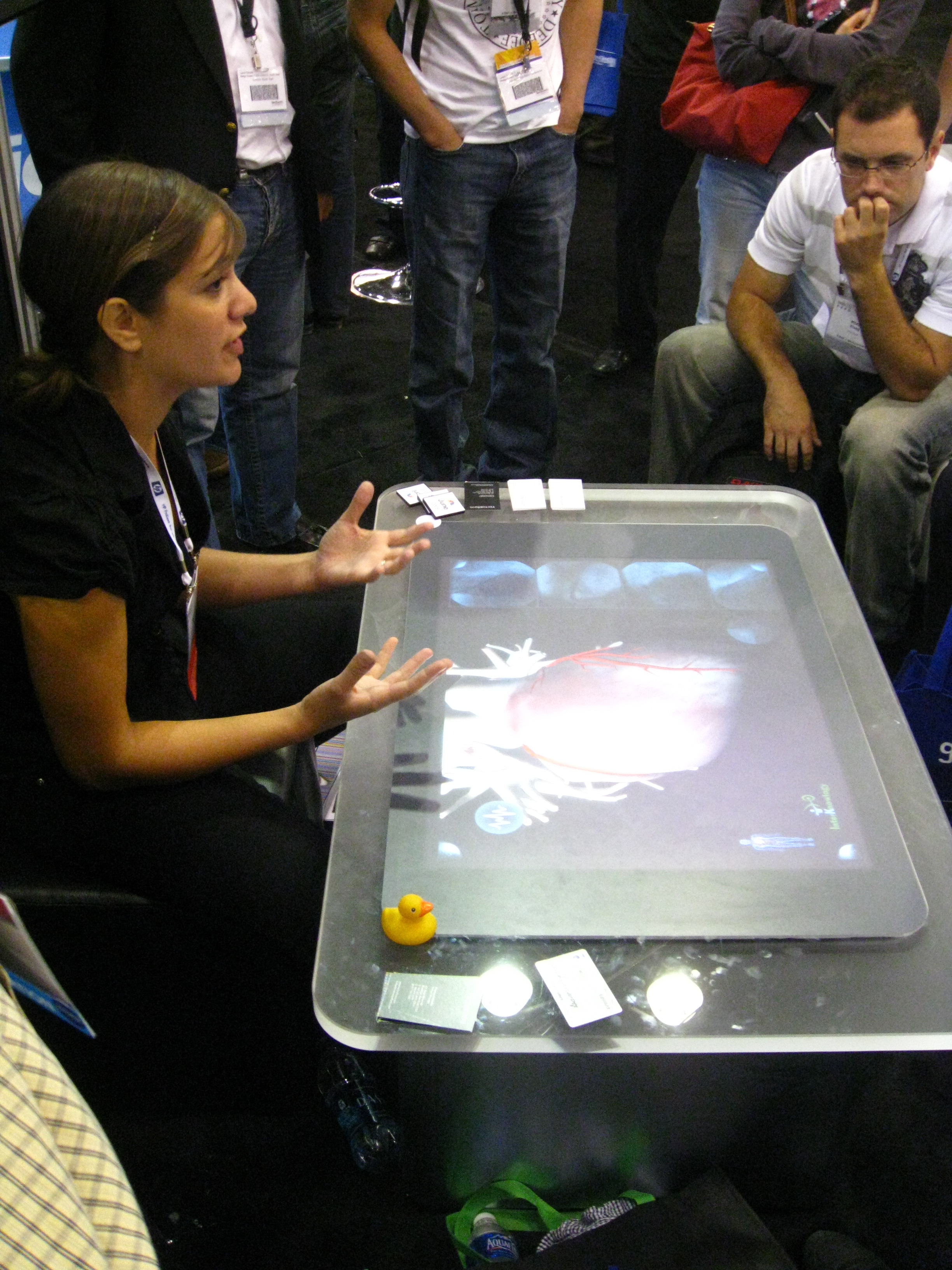
Microsoft Surface

Microsoft Surface (Codiname: Milan), é uma plataforma da Microsoft que, de acordo com Bill Gates, tem uma intenção "futurista", pois teclado e mouse são ausentes. Surface foi feito para haver uma interação mais natural com o uso das mãos, voz ou caneta. Lançado oficialmente apenas em 2008, o computador de superfície Microsoft PixelSense — à época chamado Microsoft Surface — foi apresentado ao mundo em maio de 2007. Ele manteve seu nome original até 2012, quando foi rebatizada para se diferenciar da linha de tablets e notebook Surface da própria MS.

## Funcionamento
O Surface contém uma tela de 30 polegadas, 5 câmeras infravermelho que detectam os movimentos próximos à tela que são projetados pelo sistema e roda, pelo menos inicialmente, somente aplicativos específicos. Então pode ser considerado um sistema embarcado.
Funciona com Windows Vista e existe a possibilidade de usar alguns equipamentos (câmeras digitais, celulares, pda) com cabo ou não (via wireless).
No caso da interação de outros aparelhos por meio do Wireless, o Microsoft Surface ja vem preparado para reconhecer vários aparelhos com essa tecnologia. Basta colocar o aparelho sobre a tela que o sistema reconhecerá e irá mostrar as opções de interação com o periférico.

## Interação
O principal meio de interação é o uso das mãos. Considerando que o formato da máquina é o de uma mesa de um pouco menos de 1 metro de altura que acaba tornando-se confortável, tanto para a interação, quanto para a visualização da tela.

## Aplicativos
O principal atrativo para os consumidores é a possível presença do "Microsoft Office" no equipamento.